# Longitarsus obliteratus
Longitarsus obliteratus é uma espécie de insetos coleópteros polífagos pertencente à família Chrysomelidae.
A autoridade científica da espécie é Rosenhauer, tendo sido descrita no ano de 1847.
Trata-se de uma espécie presente no território português.